# Bitzer (Familienname)
Bitzer ist ein vor allem auf der Schwäbischen Alb häufig vorkommender Familienname.

## Herkunft des Namens
Über die Herkunft des Namens gibt es verschiedene Erklärungen. Die erste besagt, dass der Name von dem auf der Schwäbischen Alb liegenden Ort Bitz abgeleitet ist und damit einen Einwohner aus Bitz betitelt. Die zweite Erklärung geht auf die mittelhochdeutsche Wohnstättenbezeichnung biziune/bizune bzw. althochdeutsche bizuni, bizunna und später bizuni, bizni zu bitzi mit weiblichem Geschlecht: die Bitzi.
Als dritte Theorie wird die römische Bezeichnung für eine Zisterne „pucio“ (italienisch puzzo) angeführt. Bei den Alemannischen Stämmen wurde daraus „butzio“ und später Bütze. Das deutsche Wort „Pfütze“ ist ebenso davon abgeleitet.
Außerdem wird das mittelhochdeutsche bitze für Baumgarten oder Grasgarten genannt. Daneben gibt es auch entsprechende Örtlichkeits- und Flurnamen, von denen sich der Name dann ableiten konnte.
Im Rheinland (Rhein-Sieg-Kreis) gelten ein kleiner Fluss (die Bitze) bzw. mehrere Orte (Bitze in Morsbach) als Namensgeber.

## Varianten
Varianten sind u. a. Bitze, Bytzer, Bizer, Bitzi und Bützer.

## Häufigkeit
Der Name Bitzer kommt in seinen verschiedenen Variationen besonders häufig im süddeutschen Bereich vor. Bitzer belegt den 2508. Platz der häufigsten Namen in Deutschland. In den Telefonbucheinträgen (Stand 2006) kommt deutschlandweit der Name „Bitzer“ 1354-mal, „Bitzi“ 250-mal und „Bizer“ 131-mal vor. Die Schreibung „Bitzer“ ist vor allem im südwestlichen deutschen Sprachraum verbreitet (Baden-Württemberg), während die Variante „Bitzi“ ausschließlich im Schweizer Sprachraum zu finden ist.

## Namensträger

### Bitzer
- Billy Bitzer (1872–1944), US-amerikanischer Kameramann
- Donald L. Bitzer (1934–2024), US-amerikanischer Elektrotechniker (Plasmabildschirm)
- Eberhard Bitzer (1927–1963), deutscher Journalist
- Emil Bitzer (1902–1973), deutscher Bankdirektor und Kommunalpolitiker
- Eva Maria Bitzer (* 1965), deutsche Gesundheitswissenschaftlerin, Ärztin und Hochschullehrerin
- Friedrich von Bitzer (1816–1885), württembergischer Staatsrat und Politiker
- Jenny Bitzer (* 1994), deutsche Fußballspielerin
- Jochen Bitzer (* 1965), deutscher Drehbuchautor
- Ludwig (oder Friedrich) Bitzer (bl. 1856), Architekt der SGAE (Bahnhof Gossau SG)
- Margot Bitzer (* 1936), deutsche Kupferstecherin und Briefmarkenkünstlerin
- Matthias Bitzer (* 1975), deutscher Künstler
- Philipp Bitzer (1785–1853), deutscher Kommunalpolitiker, MdL Nassau

### Bizer
- Andreas Bizer (1839–1914), deutscher Mechaniker und Industrieller
- Christoph Bizer (1935–2008), deutscher evangelischer Theologe
- Daniel Bizer (* 1992), deutscher Schauspieler
- Emil Bizer (1881–1957), deutscher Maler
- Ernst Bizer (1904–1975), deutscher Theologe
- Johann Bizer (* 1960), deutscher Datenschutzexperte
- Peter Bizer (* 1942), deutscher Journalist und Buchautor

### Bitzi
- Ivan Bitzi (* 1975), schweizerischer Leichtathlet
- Trudi von Fellenberg-Bitzi (* 1954), Schweizer Journalistin und Autorin